# 韋爾博羅金齊
49°40′39″N 27°20′2″E / 49.67750°N 27.33389°E
韋爾博羅丁齊（烏克蘭語：Вербородинці）是位於烏克蘭西部的村莊，由赫梅利尼茨基州裡赫梅利尼茨基區的舊康斯坦丁尼夫市鎮負責管轄。該村始建於1500年，面積1.4平方公里，海拔高度299米，2001年人口354。